# ICTV2
«ICTV2» (англ. International Commercial TeleVision 2 – «Международная коммерческая телерадиокомпания») – общеукраинский телеканал. Входит в медиаконгломерат «Starlight Media».

## История
15 декабря 2022 года Национальный совет Украины по телевидению и радиовещанию переоформил лицензию «ICTV Ukraine», сменив название на «ICTV2». Контент обновленного телеканала состоит из сериалов, шоу и полнометражных фильмов. Ребрендинг состоялся 17 декабря.
22 декабря того же года Нацсовет выдал временное разрешение на вещание «ICTV2» на период военного положения в Украине на вещание в мультиплексе MX-2 цифровой эфирной сети DVB-T2. Телеканал начал вещание в сети на следующий день, 23 декабря.
23 ноября 2023 года телеканал стал победителем конкурса на получение лицензии на вещание в MX-2 цифровой эфирной сети DVB-T2.

## Наполнение телеэфира

### Программы
- «Дизель Шоу»
- «Утро в большом городе» (также на «СТБ» и «Новом канале»)
- «Антизомби»
- «Гражданская оборона»
- «Скрытая опасность»
- «Секретный фронт»
- «Теория заговора»
- «Прорвемся!»
- «Решает Онистрат»
- «Телехит»

### Сериалы
- «На троих»
- «Выжить любой ценой»
- «Копы на работе»
- «Юрчишины»
- «Киборги»
- «Доброволец»
- «Участковый с ДВРЗ»
- «Казаки. Абсолютно лживая история»
- «Вскрытие покажет»
- «Коп из прошлого»
- «Табун»
- «Штурм»
- «Двойные ставки»
- «Следаки»
- «Горячий»
- «Марк+Наталка»
- «АТП Перевозчики»